# Thème de l'Annonciation chez Fra Angelico
Pour les articles homonymes, voir Annonciation (homonymie).

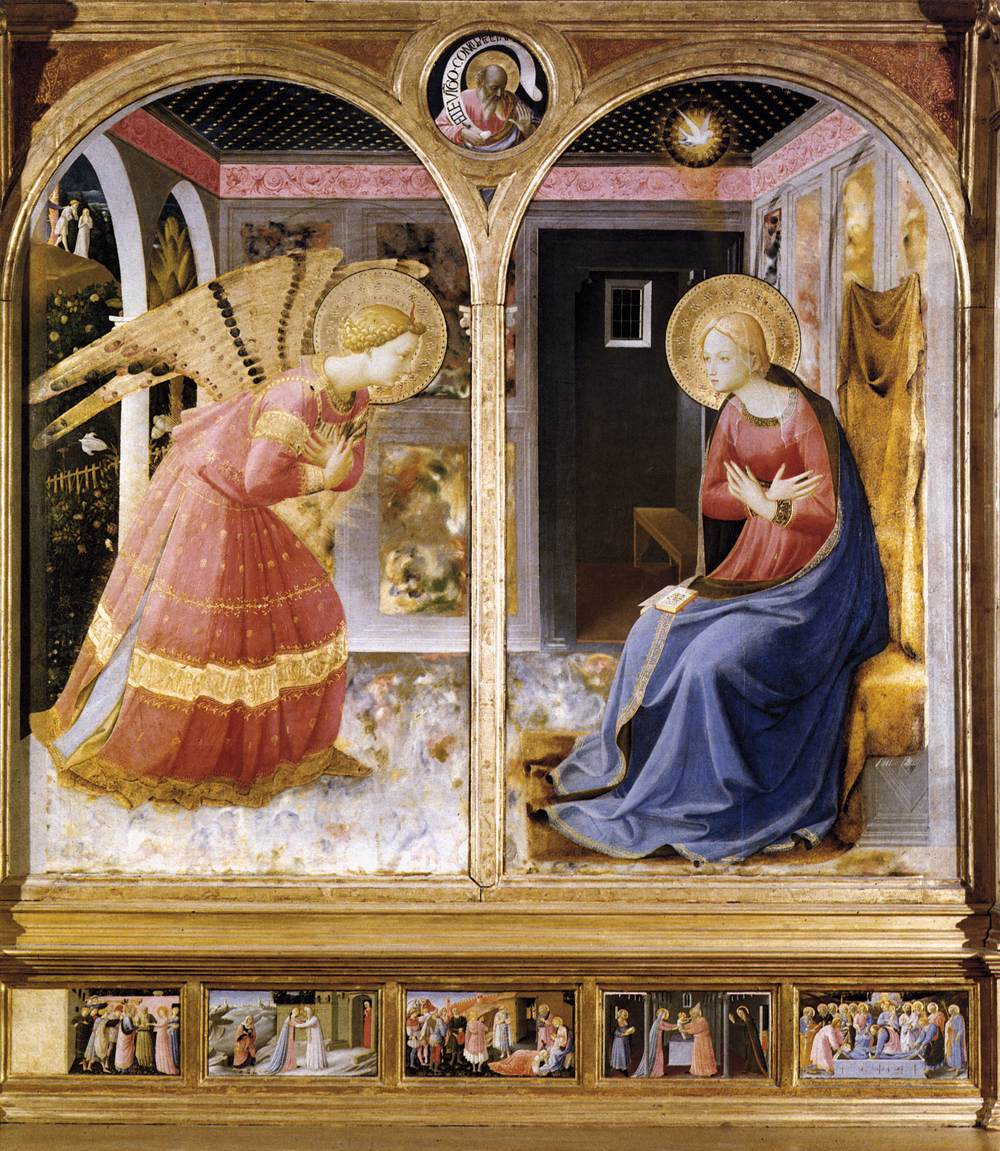
Annonciation de San Giovanni Valdarno

Annonciation (Fra Angelico - 1426)

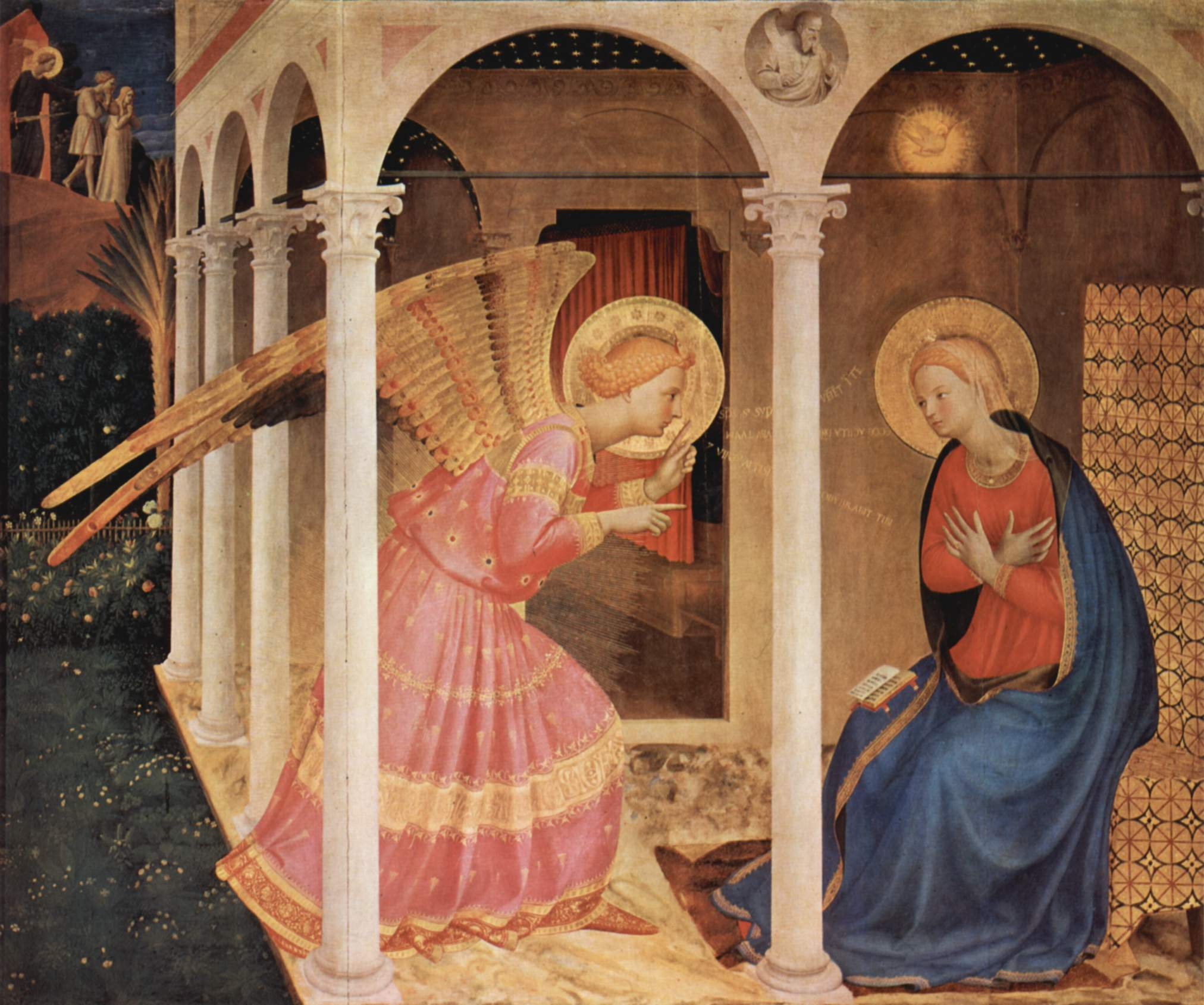
Annonciation de Cortone

Cette page traite du thème de l'Annonciation  chez Fra Angelico, thème artistique cher de l'iconographie de la peinture religieuse chez Fra Angelico, moine de l'ordre des Dominicains vénérant particulièrement la Vierge Marie.

## Thème
Scène typique de l'iconographie chrétienne, L'Annonciation faite à Marie par l'archange Gabriel, est décrite dans les Évangiles et d'une façon très détaillée dans La Légende dorée de Jacques de Voragine, l'ouvrage de référence des peintres de la Renaissance, qui permet de la représenter dans toute sa symbolique (jardin clos, colonne, présence du Saint-Esprit, évocation d'Adam et Ève chassés du Paradis).
L'Annonciation représentée doit donc comporter, conformément au dogme :
- l’Archange Gabriel  et  Marie au centre avec ses attributs (lisant un livre) recevant sa visite signifiant la présence de Jésus en son sein.
- La composition architecturale du lieu de vie de Marie, doit être vierge comme elle : jardin clos, chambre avec peu de mobilier,
- La présence de Dieu le père bienveillant.

### Iconographie de Fra Angelico
- La composition reste similaire : Archange Gabriel au centre-gauche, la Vierge Marie à droite, un jardin quand il est visible, à gauche.
- Un lointain à gauche avec l'évocation de la cause du péché originel, par la scène d'Adam et Ève chassés du Paradis, figure sur plusieurs de ses Annonciations (avec un paradoxe dans celle du Prado, où Adam et Ève marchent dans le jardin et sur les roses[1]).
- L'endroit de l'Annonciation est toujours clos même quand il ne s'agit pas d'un intérieur formel de bâtiment (comme dans celle du Musée San Marco).
- Dieu le père est représenté parfois par un motif architectural (médaillon central) ou par la présence de la colombe de la Esprit Saint (scène avec extérieur de l'Annonciation du musée San Marco) ou les deux dans celle de Cortone.
- Plusieurs lieux sont clairement architecturaux : deux arcades ouvertes vues de face, deux ou trois en perspective fuyante sur la gauche.
- Conformément aux canons de la peinture byzantine, les auréoles sont toujours circulaires sans perspective (avec l'exception de celle du musée San Marco, scène placée en extérieur) et les ailes de l'archange très détaillées et colorées.

## Tableaux
Trois tableaux sur ce thème sont connus :
- L'Annonciation de San Giovanni Valdarno (1430-1432), tempera et or sur panneau de 194 × 194 cm (avec la prédelle).  Museo della Basilica di Santa Maria delle Grazie, San Giovanni Valdarno.
- L'Annonciation de 1426, tempera et or sur bois de 194 × 194 cm, pour le  couvent San Domenico (Fiesole) de fiesole, aujourd'hui conservée au  musée du Prado de Madrid
- L'Annonciation de Cortone (1433-1434), en tempera sur panneau de 175 × 180 cm, Museo Diocesano de Cortone

Sous le panneau central du retable, une prédelle comporte plusieurs panneaux des scènes de la Vie de Marie  pour replacer l'épisode dans son contexte : Naissance de Marie, Noces de la Vierge, Visitation de Marie à sa cousine Elisabeth, Nativité, Présentation de l’Enfant au Temple et Mise au Tombeau de la Vierge avec le Christ recueillant son âme. Ces panneaux sont attribués à Zanobi Strozzi, un assistant de Fra Angelico.

## Fresques
Deux autres Annonciations, à fresque, figurent au couvent San Marco de Florence :
- L'Annonciation du couvent San Marco  du mur en haut de l'escalier de l'accès aux cellules (vers 1442-1443), 230 × 297 cm,
- dans la troisième cellule, scène avec présence de Pierre de Vérone, 176 × 148 cm.

## Autres évocations du thème

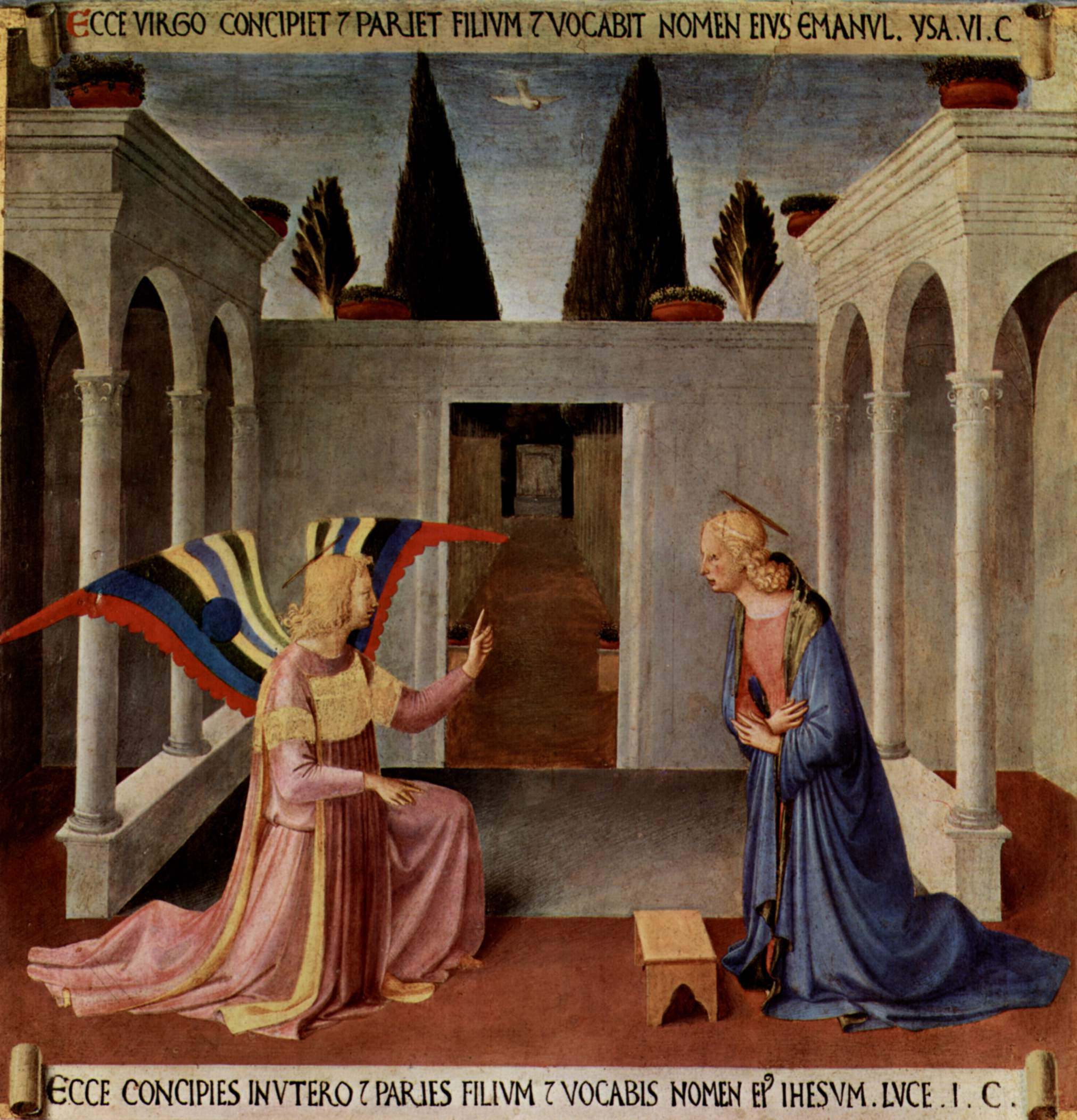
LAnnonciation du musée San Marco partie de l'Armadio degli Argenti.

Il existe également des scènes du même thème intégrées dans des œuvres plus générales :
- L'Annonciation du musée San Marco, un des éléments de la Vie du Christ de l'Armoire des ex-voto d'argent de la Santissima Annunziata, l'Armadio degli Argenti (v. 1451-1452), en tempera et or sur bois de 123 × 123 cm, musée national San Marco.
- sur un diptyque à la Galerie nationale de l'Ombrie de Pérouse.